# Transgender Europe
Transgender Europe (TGEU) es una red de diferentes organizaciones de personas transgénero, transexuales, de género no conforme o personas de ideas similares que combate la discriminación y apoya los derechos de las personas trans*. Se fundó en 2005 en Viena durante el primer Consejo Europeo Transgénero como "European Transgender Network" y actualmente es una ONG registrada como "Transgender Europe".
TGEU lleva a cabo desde 2009 el proyecto "Trans Murder Monitoring" (TMM) en colaborazón con la revista "Liminalis", que registra el número de personas que son asesinadas en el mundo como resultado de la transfobia.

## Historia
TGEU fue establecida en el primer Consejo Europeo Transgénero de Viena en noviembre de 2005 y fue formalmente registrada como una organización caritativa austriaca 14 meses más tarde. Llevada como una organización voluntaria durante muchos años, TGEU se estableció y legitimó la voz de la comunidad trans* en Europa.
En 2008, TGEU adquirió su primera financiación basada en proyectos independientes. Sin embargo, la contratación de personal de proyectos se alargó hasta 2009 (para implementar el proyecto TvT). En 2012 la Asamblea General celebrada en Dublín decidió mover la sede de la organización a Berlín, proceso finalizado con el cierre de la asociación austriaca en la Asamblea General celebrada en Budapest en 2014.
Hoy, TGEU tiene una oficina en Berlín, seis personas como parte del personal contratado y un Comité de Gobierno conformado por nueve personas voluntarias. TGEU continúa exitosamente combinando el trabajo de defensa a nivel europeo con trabajo a nivel nacional en asociación con miembros de comunidades locales. 

## Investigación
Trans Murder Monitoring (TNM) -monitorización de asesinatos a trans*- es un proyecto que monitoriza, recolecta y analiza los datos sobre asesinatos a personas trans* o de géneros diversos de todo el mundo. Empezó en abril de 2009 como una colaboración entre TGEU y la revista académica en línea Liminalis - A Journal for Sex/Gender Emancipation and Resistance. 
Legal and Social Mapping -mapeo legal y social- es un proyecto de investigación dirigido por Transgender Europe en colaboración directa con activistas y expertos de todas las regiones del mundo, que fueron capaces de aprovechar su experiencia relacionada con los procesos políticos actuales y las prácticas legales y sociales. Las categorías incluidas en el mapeo son reconocimiento legal del género, anti-discriminación, crímenes de odio y legislación de asilo, criminalización, enjuiciamiento y discriminación por parte del Estado, salud trans*, comunidad y movimiento, buenas prácticas e informes de incidentes tránsfobos.

## Cooperaciones y alianzas
- Asociación Internacional de Gays, Lesbianas, Bisexuales, Trans e Intersexuales (ILGA)
- Global Action for Trans* Equality (GATE)
- Transgender Network Netherland (TNN)
- International Campaign Stop Trans Pathologization (STP)
- Día Internacional contra la Homofobia, la Transfobia y la Bifobia